# Primera B de Chile 2019
La Primera B de Chile 2019, también conocido como «Campeonato Nacional AS.com 2019» fue la 70.º edición de la segunda categoría del fútbol chileno. El campeonato lo organiza la Asociación Nacional de Fútbol Profesional (ANFP).
Las novedades para este torneo, son el regreso a la categoría de San Luis de Quillota y Deportes Temuco, quienes descendieron de la Primera División en la temporada pasada, donde incluso el equipo temuquense compitió en la Copa Sudamericana. También se destaca el regreso de Deportes Santa Cruz, quien vuelve a la categoría de plata del fútbol chileno luego de 21 años de ausencia, ya que no competía en la división desde 1997, cuando jugaba con el nombre de Unión Santa Cruz.
También es novedad la llegada de un nuevo auspiciante, se trata del periódico español AS (que tiene una versión propia en Chile), quien reemplazará por este año al juego de azar de Polla Loto, que fue el auspiciador del torneo en los últimos años.

## Sistema
Se deberían haber jugado 30 fechas, bajo el sistema conocido como todos contra todos, en dos ruedas. En este torneo se observará el sistema de puntos, de acuerdo a la reglamentación de la Internacional F.A. Board, asignándose tres puntos, al equipo que resulte ganador; un punto, a cada uno en caso de empate; y cero punto al perdedor.
El orden de clasificación de los equipos, se determinará en una tabla de cómputo general, de la siguiente manera:
- 1) Mayor cantidad de puntos
- 2) Mayor diferencia de goles a favor; en caso de igualdad;
- 3) Mayor cantidad de goles convertidos; en caso de igualdad;
- 4) Mayor cantidad de goles de visita marcados; en caso de igualdad;
- 5) Menor cantidad de tarjetas rojas recibidas; en caso de igualdad;
- 6) Menor cantidad de tarjetas amarillas recibidas; en caso de igualdad;
- 7) Sorteo.

En cuanto al campeón del torneo, se definirá de acuerdo al siguiente sistema:
- A) Mayor cantidad de puntos obtenidos; en caso de igualdad;
- B) Partido de definición en cancha neutral.

En caso de que la igualdad sea de más de dos equipos, esta se dejará reducida a dos clubes, de acuerdo al orden de clasificación de los equipos determinado anteriormente.
El equipo que finaliza en el primer lugar de la tabla, tras las 30 fechas divididas en 2 ruedas de 15 fechas, se coronará campeón y ascenderá de manera directa a la Primera División, para el año 2020.
El segundo cupo de ascenso a la Primera División, para el año 2020, la disputarán en partidos de ida y vuelta, el equipo que obtenga el subcampeonato, tras las 30 fechas y el ganador de una liguilla, que la disputarán los equipos que terminen del 3° al 6° lugar de la tabla.
El equipo que finaliza en el último lugar de la tabla, finalizadas las 30 fechas, descenderá automáticamente a la Segunda División Profesional, para el año 2020, siendo reemplazado por el equipo, que se consagra campeón del torneo de la categoría señalada.

## Árbitros
Esta es la lista de árbitros del torneo de Primera B edición 2019. Los árbitros de la Primera División, pueden arbitrar en el principio de este torneo, siempre y cuando no sean designados, para arbitrar en una fecha del campeonato de la categoría mencionada. Los árbitros que aparecen en la lista, pueden dirigir en las otras dos categorías profesionales, si la ANFP así lo estime conveniente. El árbitro de la Primera División; Cristián Andaur y los árbitros de la Segunda División Profesional; Claudio Cevasco, Miguel Araos, Nicolás Millas y Manuel Vergara, se incorporan a esta categoría, mientras que los árbitros Cristián Droguett, Nicolás Gamboa y Juan Lara, pasaron a arbitrar a la Primera División.
| Árbitros         | Edad    | Categoría |
| ---------------- | ------- | --------- |
| Gustavo Ahumada  | 39 años |           |
| Cristián Andaur  | 45 años |           |
| Claudio Aranda   | 52 años |           |
| Miguel Araos     | 37 años |           |
| Patricio Blanca  | 43 años |           |
| Rodrigo Carvajal | 38 años |           |
| Claudio Cevasco  | 34 años |           |
| Felipe Jara      | 40 años |           |
| Nicolás Millas   | 35 años |           |
| Omar Oporto      | 41 años |           |
| Matías Quila     | 32 años |           |
| Benjamín Saravia | 37 años |           |
| Rafael Troncoso  | 47 años |           |
| Fernando Véjar   | 35 años |           |
| Manuel Vergara   | 34 años |           |

## Relevos
| Pos   | a Primera División 2019 |
| ----- | ----------------------- |
| 1.º   | Coquimbo Unido          |
| Prom. | Cobresal                |

| Pos  | a Primera B 2019 |
| ---- | ---------------- |
| 15.º | Deportes Temuco  |
| 16.º | San Luis         |

| Pos | a Primera B 2019    |
| --- | ------------------- |
| 1.º | Deportes Santa Cruz |

| Pos  | a Segunda División Profesional 2019 |
| ---- | ----------------------------------- |
| 16.º | San Marcos de Arica                 |

## Participantes

### Localización
| Equipo                | Región        | Ciudad       |
| --------------------- | ------------- | ------------ |
| Cobreloa              | Antofagasta   | Calama       |
| Deportes Copiapó      | Atacama       | Copiapó      |
| Deportes La Serena    | Coquimbo      | La Serena    |
| San Luis              | Valparaíso    | Quillota     |
| Santiago Wanderers    | Valparaíso    | Valparaíso   |
| Unión San Felipe      | Valparaíso    | San Felipe   |
| Barnechea             | Metropolitana | Lo Barnechea |
| Deportes Melipilla    | Metropolitana | Melipilla    |
| Magallanes            | Metropolitana | San Bernardo |
| Santiago Morning      | Metropolitana | La Pintana   |
| Deportes Santa Cruz   | O'Higgins     | Santa Cruz   |
| Rangers               | Maule         | Talca        |
| Ñublense              | Ñuble         | Chillán      |
| Deportes Temuco       | Araucanía     | Temuco       |
| Deportes Valdivia     | Los Ríos      | Valdivia     |
| Deportes Puerto Montt | Los Lagos     | Puerto Montt |

| Barnechea Magallanes Santiago Morning \| Deportes Melipilla \| |
| Deportes Melipilla                                             |

| Deportes Melipilla |

## Información
| Barnechea                                 | Hernán Peña         | Municipal de Lo Barnechea  | 2.500  | Capelli   | Tandem         |
| Cobreloa                                  | Víctor Rivero       | Zorros del Desierto        | 12.102 | Macron    | Finning CAT    |
| Deportes Copiapó                          | Héctor Almandoz     | Luis Valenzuela Hermosilla | 8.500  | CAFU      | FactorOne      |
| Deportes La Serena                        | Luis Marcoleta      | La Portada                 | 18.500 | Joma      |                |
| Deportes Melipilla                        | Héctor Adomaitis    | Roberto Bravo Santibáñez   | 6.500  | Training  | Ariztía        |
| Deportes Puerto Montt                     | Fernando Vergara    | Chinquihue                 | 10.000 | KS7       | Sølvtrans      |
| Deportes Santa Cruz                       | Osvaldo Hurtado     | Joaquín Muñoz García       | 6.000  | Andrómeda |                |
| Deportes Temuco                           | Patricio Lira       | Germán Becker              | 18.000 | Capelli   | Rosen          |
| Deportes Valdivia                         | Jürgen Press        | Parque Municipal           | 5.000  | OneFit    | COLUN          |
| Magallanes                                | Ariel Pereyra       | Luis Navarro Avilés        | 3.500  | KS7       |                |
| Ñublense                                  | Jaime García        | Nelson Oyarzún Arenas      | 12.000 | OneFit    | IANSA          |
| Rangers                                   | Emiliano Astorga    | Fiscal de Talca            | 16.000 | OneFit    | PF Alimentos   |
| San Luis                                  | José María Martínez | Lucio Fariña Fernández     | 7.700  | Capelli   | PF Alimentos   |
| Santiago Morning                          | Luis Landeros       | Municipal de La Pintana    | 5.000  | CAFU      | Finasur        |
| Santiago Wanderers                        | Miguel Ramírez      | Elías Figueroa Brander     | 21.568 | Macron    | TPS Valparaíso |
| Unión San Felipe                          | Germán Corengia     | Municipal de San Felipe    | 10.000 | CAFU      | La Cruz        |
| Actualizado el 15 de enero de 2019, 19:32 |                     |                            |        |           |                |
| 1.                                        |                     |                            |        |           |                |

## Extranjeros
Cada equipo podrá incluir dentro de su lista de jugadores un máximo de cinco extranjeros y los jugadores juveniles no se consideran. Algunos jugadores poseen nacionalidad chilena por lo que no incluyen en la lista, la información dada en la lista, puede variar durante el período de fichajes. Además algunos equipos pueden exceder este límite, siempre y cuando el período ya mencionado, aún no haya finalizado bajo la condición de que el jugador que exceda el límite, no esté inscrito reglamentariamente. Para representar ambos semestres del torneo, se mostrarán dos listas, la primera corresponde a la primera mitad del año y la otra a la segunda mitad.
| Jugadores Extranjeros                           | Jugadores Extranjeros | Jugadores Extranjeros | Jugadores Extranjeros | Jugadores Extranjeros | Jugadores Extranjeros | Jugadores Extranjeros |
| Equipo                                          | Jugador 1             | Jugador 2             | Jugador 3             | Jugador 4             | Jugador 5             | Excedente             |
| ----------------------------------------------- | --------------------- | --------------------- | --------------------- | --------------------- | --------------------- | --------------------- |
| Barnechea                                       | Robert Moewes         | Oscar Belinetz        | Joaquín Aylagas       | Joaquín Pereyra       |                       |                       |
| Cobreloa                                        | Lucas Simón           | Guillermo Firpo       | Sebastián Ramírez     | Gonzalo Abán          | Rafael Viotti         |                       |
| Deportes Copiapó                                | Francisco Vazzoler    | Maxi Quinteros        | Adrián Reta           |                       |                       |                       |
| Deportes La Serena                              | Enzo Ruíz             | Lucas Pittinari       | Pablo Vranjicán       | Nicolás Nocetti       | José Barragán         |                       |
| Deportes Melipilla                              | Gustavo Guerreño      | Milton Alegre         | Luiz Ferreira         | Juan Portilla         | Nicolás Peranic       |                       |
| Deportes Puerto Montt                           | Fabián Moyano         | Jorge Aquino          | Nicolás Gauna         | Ignacio Lemmo         |                       |                       |
| Deportes Santa Cruz                             | Michael Gamble        | Marcos Benavídez      | Gustavo Gotti         |                       |                       |                       |
| Deportes Temuco                                 | Matías Di Benedetto   | Gastón Cellerino      | Alfredo Ábalos        | Rodin Quiñones        | Reiner Castro         |                       |
| Deportes Valdivia                               | Daniel Barreto        | Alexis Cabezas        | Naren Solano          | Nicolás Servetto      |                       |                       |
| Magallanes                                      | Ricardo Adé           | Daniel Dip            | Albano Becica         | Agustín Maziero       |                       |                       |
| Ñublense                                        | David Escalante       | Braian Molina         | Alexander Corro       | Johan Moreno          |                       |                       |
| Rangers                                         | Yair Bonnin           | Alejandro Delfino     | Diego Diellos         | Diego Bielkiewicz     | Axel Arce             |                       |
| San Luis                                        | Milton Céliz          | Osmar Leguizamón      | Joel Amoroso          | Ramón Lentini         | Carlos Rotondi        |                       |
| Santiago Morning                                | Leandro Gelpi         | Judelin Aveska        | Óscar Ortega          | Rodrigo Canosa        | Miguel Curiel         |                       |
| Santiago Wanderers                              | Mario López           | Ezequiel Luna         | Enzo Gutiérrez        | Lionel Altamirano     | Néstor Canelón        |                       |
| Unión San Felipe                                | Eduardo Bastita       | Emmanuel Pío          | Lautaro Palacios      | Tomás Lanzini         | Leandro Fioravanti    |                       |
| Actualizado el 15 de enero de 2019, 14:00 UTC-3 |                       |                       |                       |                       |                       |                       |
|                                                 |                       |                       |                       |                       |                       |                       |

## Clasificación
|                                      | Equipo                      | PTS | PJ | PG | PE | PP | GF | GC | DG  |
| ------------------------------------ | --------------------------- | --- | -- | -- | -- | -- | -- | -- | --- |
| 1.                                   | Santiago Wanderers (C), (A) | 46  | 27 | 13 | 7  | 7  | 40 | 26 | 14  |
| 2.                                   | Deportes La Serena (A)      | 43  | 27 | 12 | 7  | 8  | 35 | 27 | 8   |
| 3.                                   | Ñublense                    | 42  | 27 | 11 | 9  | 7  | 38 | 32 | 6   |
| 4.                                   | Barnechea                   | 40  | 27 | 12 | 4  | 11 | 26 | 27 | -1  |
| 5.                                   | Cobreloa                    | 39  | 26 | 10 | 9  | 7  | 39 | 32 | 7   |
| 6.                                   | Deportes Melipilla          | 39  | 26 | 10 | 9  | 7  | 33 | 26 | 7   |
| 7.                                   | Unión San Felipe            | 39  | 27 | 11 | 6  | 10 | 30 | 30 | 0   |
| 8.                                   | Deportes Temuco             | 38  | 27 | 9  | 11 | 7  | 31 | 24 | 7   |
| 9.                                   | Deportes Copiapó            | 38  | 26 | 9  | 11 | 6  | 28 | 21 | 7   |
| 10.                                  | Deportes Puerto Montt       | 37  | 27 | 9  | 10 | 8  | 36 | 29 | 7   |
| 11.                                  | Deportes Santa Cruz         | 37  | 27 | 10 | 7  | 10 | 32 | 37 | -5  |
| 12.                                  | Santiago Morning            | 34  | 26 | 9  | 7  | 10 | 26 | 32 | -6  |
| 13.                                  | Rangers                     | 28  | 27 | 6  | 10 | 11 | 28 | 36 | -8  |
| 14.                                  | San Luis                    | 27  | 26 | 5  | 12 | 9  | 25 | 37 | -12 |
| 15.                                  | Magallanes                  | 25  | 26 | 5  | 10 | 11 | 23 | 33 | -10 |
| 16.                                  | Deportes Valdivia           | 19  | 27 | 4  | 7  | 16 | 30 | 51 | -21 |
| Actualizado el 19 de octubre de 2019 |                             |     |    |    |    |    |    |    |     |

(A) Ascendido; (C) Campeón.
     Campeón. Asciende a la Primera División.
     Subcampeón. Accede a la final por el segundo ascenso a la Primera División.
     Clasifica a la liguilla por el segundo ascenso.

## Evolución
| Equipo                                | 01 | 02 | 03 | 04 | 05 | 06 | 07 | 08 | 09 | 10 | 11 | 12 | 13 | 14 | 15 | 16 | 17 | 18 | 19 | 20 | 21 | 22 | 23 | 24 | 25 | 26 | 27 | 28 | 29 | 30 |
| ------------------------------------- | -- | -- | -- | -- | -- | -- | -- | -- | -- | -- | -- | -- | -- | -- | -- | -- | -- | -- | -- | -- | -- | -- | -- | -- | -- | -- | -- | -- | -- | -- |
| Santiago Wanderers                    | 13 | 10 | 5  | 3  | 4  | 1  | 1  | 1  | 1  | 2  | 1  | 2  | 3  | 2  | 2  | 7  | 7  | 6  | 7  | 4  | 3  | 4  | 3  | 2  | 1  | 1  | 1  |    |    |    |
| Deportes La Serena                    | 8  | 6  | 4  | 7  | 12 | 8  | 3  | 8  | 4  | 7  | 5  | 7  | 7  | 6  | 5  | 4  | 5  | 3  | 2  | 2  | 1  | 2  | 4  | 3  | 2  | 2  | 2  |    |    |    |
| Ñublense                              | 5  | 13 | 8  | 10 | 14 | 14 | 15 | 14 | 11 | 13 | 11 | 10 | 11 | 9  | 8  | 8  | 8  | 9  | 10 | 8  | 11 | 10 | 7  | 7  | 8  | 3  | 3  |    |    |    |
| Barnechea                             | 2  | 3  | 2  | 2  | 3  | 6  | 9  | 5  | 3  | 3  | 3  | 3  | 5  | 3  | 6  | 5  | 6  | 7  | 4  | 6  | 5  | 7  | 6  | 6  | 6  | 10 | 4  |    |    |    |
| Cobreloa                              | 6  | 5  | 9  | 5  | 6  | 10 | 5  | 2  | 2  | 1  | 2  | 1  | 1  | 1  | 1  | 2  | 1  | 1  | 1  | 1  | 2  | 1  | 2  | 4  | 3  | 5  | 5  |    |    |    |
| Deportes Melipilla                    | 14 | 12 | 6  | 6  | 7  | 11 | 12 | 13 | 14 | 10 | 13 | 13 | 14 | 13 | 13 | 10 | 10 | 10 | 11 | 9  | 8  | 6  | 5  | 5  | 7  | 4  | 6  |    |    |    |
| Unión San Felipe                      | 15 | 16 | 16 | 16 | 16 | 16 | 16 | 15 | 15 | 15 | 15 | 14 | 13 | 11 | 12 | 13 | 12 | 11 | 8  | 10 | 9  | 11 | 11 | 10 | 10 | 6  | 7  |    |    |    |
| Deportes Temuco                       | 4  | 7  | 11 | 9  | 11 | 13 | 6  | 10 | 12 | 8  | 7  | 5  | 6  | 5  | 4  | 3  | 3  | 4  | 5  | 5  | 6  | 9  | 10 | 8  | 11 | 7  | 8  |    |    |    |
| Deportes Copiapó                      | 9  | 4  | 7  | 12 | 13 | 9  | 11 | 7  | 8  | 5  | 6  | 4  | 2  | 4  | 7  | 6  | 4  | 5  | 6  | 7  | 7  | 5  | 8  | 9  | 5  | 8  | 9  |    |    |    |
| Deportes Puerto Montt                 | 7  | 11 | 10 | 13 | 10 | 4  | 8  | 4  | 6  | 6  | 8  | 6  | 4  | 7  | 3  | 1  | 2  | 2  | 3  | 3  | 4  | 3  | 1  | 1  | 4  | 9  | 10 |    |    |    |
| Deportes Santa Cruz                   | 16 | 15 | 15 | 11 | 5  | 7  | 10 | 6  | 7  | 9  | 12 | 12 | 10 | 12 | 10 | 9  | 9  | 8  | 9  | 11 | 10 | 8  | 9  | 11 | 9  | 11 | 11 |    |    |    |
| Santiago Morning                      | 3  | 2  | 1  | 1  | 2  | 3  | 2  | 3  | 5  | 4  | 4  | 8  | 8  | 8  | 9  | 11 | 11 | 12 | 12 | 12 | 12 | 12 | 12 | 12 | 12 | 12 | 12 |    |    |    |
| Rangers                               | 11 | 14 | 14 | 8  | 9  | 5  | 7  | 11 | 10 | 12 | 10 | 9  | 9  | 10 | 11 | 12 | 14 | 14 | 13 | 13 | 13 | 14 | 15 | 13 | 13 | 13 | 13 |    |    |    |
| San Luis                              | 12 | 9  | 13 | 15 | 15 | 15 | 14 | 16 | 16 | 16 | 16 | 15 | 16 | 16 | 16 | 15 | 15 | 15 | 14 | 14 | 14 | 15 | 13 | 14 | 14 | 14 | 14 |    |    |    |
| Magallanes                            | 10 | 8  | 12 | 14 | 8  | 12 | 13 | 12 | 13 | 14 | 14 | 16 | 15 | 15 | 14 | 14 | 13 | 13 | 15 | 15 | 15 | 13 | 14 | 15 | 15 | 15 | 15 |    |    |    |
| Deportes Valdivia                     | 1  | 1  | 4  | 4  | 1  | 2  | 4  | 9  | 9  | 11 | 9  | 11 | 12 | 14 | 15 | 16 | 16 | 16 | 16 | 16 | 16 | 16 | 16 | 16 | 16 | 16 | 16 |    |    |    |
| Actualizado el 6 de diciembre de 2019 |    |    |    |    |    |    |    |    |    |    |    |    |    |    |    |    |    |    |    |    |    |    |    |    |    |    |    |    |    |    |

|  |

## Resultados

### Primera rueda
- Los horarios corresponden al huso horario del Chile: UTC-4 en horario estándar y UTC-3 en horario de verano

| Barnechea             | 2 - 0 | Unión San Felipe    | Municipal de Lo Barnechea  | 15 de febrero | 20:00 |
| Magallanes            | 0 - 0 | San Luis            | Luis Navarro Avilés        | 16 de febrero | 18:00 |
| Santiago Morning      | 3 - 2 | Deportes Melipilla  | Municipal de La Pintana    | 16 de febrero | 18:00 |
| Deportes Puerto Montt | 2 - 2 | Ñublense            | Chinquihue                 | 16 de febrero | 18:00 |
| Cobreloa              | 2 - 2 | Deportes Temuco     | Zorros del Desierto        | 16 de febrero | 21:00 |
| Santiago Wanderers    | 0 - 0 | Rangers             | Elías Figueroa Brander     | 17 de febrero | 12:00 |
| Deportes Valdivia     | 4 - 0 | Deportes Santa Cruz | Parque Municipal           | 17 de febrero | 18:00 |
| Deportes Copiapó      | 1 - 1 | Deportes La Serena  | Luis Valenzuela Hermosilla | 17 de febrero | 18:00 |

| Deportes Temuco     | 0 - 0 | San Luis              | Germán Becker Baechler    | 22 de febrero | 20:00 |
| Barnechea           | 2 - 1 | Deportes Puerto Montt | Municipal de Lo Barnechea | 22 de febrero | 20:00 |
| Deportes La Serena  | 1 - 1 | Magallanes            | La Portada                | 23 de febrero | 17:30 |
| Deportes Melipilla  | 1 - 1 | Cobreloa              | Roberto Bravo Santibáñez  | 23 de febrero | 18:00 |
| Unión San Felipe    | 0 - 1 | Deportes Valdivia     | Municipal de San Felipe   | 23 de febrero | 20:00 |
| Rangers             | 0 - 2 | Deportes Copiapó      | Fiscal de Talca           | 23 de febrero | 21:00 |
| Ñublense            | 0 - 2 | Santiago Morning      | Nelson Oyarzún Arenas     | 24 de febrero | 18:00 |
| Deportes Santa Cruz | 0 - 0 | Santiago Wanderers    | La Granja                 | 25 de febrero | 20:00 |

| Santiago Wanderers    | 1 - 0 | Deportes Temuco     | Elías Figueroa Brander     | 2 de marzo | 12:00 |
| Magallanes            | 1 - 2 | Barnechea           | Luis Navarro Avilés        | 2 de marzo | 17:30 |
| Santiago Morning      | 3 - 1 | Unión San Felipe    | Municipal de La Pintana    | 2 de marzo | 17:30 |
| Deportes Puerto Montt | 0 - 0 | Deportes Santa Cruz | Chinquihue                 | 2 de marzo | 18:00 |
| San Luis              | 0 - 1 | Ñublense            | Lucio Fariña Fernández     | 2 de marzo | 21:00 |
| Deportes Valdivia     | 0 - 2 | Deportes La Serena  | Parque Municipal           | 3 de marzo | 18:00 |
| Deportes Copiapó      | 1 - 3 | Deportes Melipilla  | Luis Valenzuela Hermosilla | 3 de marzo | 18:00 |
| Cobreloa              | 2 - 2 | Rangers             | Zorros del Desierto        | 3 de marzo | 18:00 |

| Barnechea          | 1 - 2 | Deportes Santa Cruz   | Municipal de Lo Barnechea | 8 de marzo  | 20:00 |
| Magallanes         | 1 - 1 | Deportes Puerto Montt | Luis Navarro Avilés       | 9 de marzo  | 17:30 |
| Deportes La Serena | 1 - 2 | Cobreloa              | La Portada                | 9 de marzo  | 17:30 |
| Deportes Melipilla | 1 - 1 | San Luis              | Roberto Bravo Santibáñez  | 9 de marzo  | 17:30 |
| Rangers            | 3 - 1 | Santiago Morning      | Fiscal de Talca           | 9 de marzo  | 20:00 |
| Deportes Temuco    | 1 - 0 | Deportes Copiapó      | Germán Becker Baechler    | 9 de marzo  | 21:00 |
| Unión San Felipe   | 0 - 1 | Santiago Wanderers    | Municipal de San Felipe   | 10 de marzo | 17:30 |
| Ñublense           | 3 - 3 | Deportes Valdivia     | Nelson Oyarzún Arenas     | 10 de marzo | 18:00 |

| Deportes Melipilla    | 0 - 0 | Rangers            | Roberto Bravo Santibáñez | 16 de marzo | 17:30 |
| Santiago Morning      | 0 - 0 | Deportes Temuco    | Municipal de La Pintana  | 16 de marzo | 17:45 |
| Deportes Puerto Montt | 1 - 0 | Deportes La Serena | Chinquihue               | 16 de marzo | 18:00 |
| San Luis              | 2 - 2 | Santiago Wanderers | Lucio Fariña Fernández   | 16 de marzo | 18:00 |
| Deportes Santa Cruz   | 2 - 0 | Unión San Felipe   | Joaquín Muñoz García     | 16 de marzo | 21:00 |
| Deportes Valdivia     | 2 - 1 | Barnechea          | Parque Municipal         | 17 de marzo | 18:00 |
| Cobreloa              | 0 - 0 | Deportes Copiapó   | Zorros del Desierto      | 17 de marzo | 18:00 |
| Ñublense              | 2 - 3 | Magallanes         | Nelson Oyarzún Arenas    | 17 de marzo | 18:00 |

| Deportes Temuco       | 1 - 1 | Deportes Melipilla  | Germán Becker Baechler     | 30 de marzo | 16:30 |
| Magallanes            | 1 - 1 | Deportes Santa Cruz | Luis Navarro Avilés        | 30 de marzo | 17:30 |
| Rangers               | 1 - 0 | Ñublense            | Fiscal de Talca            | 30 de marzo | 20:00 |
| Deportes Copiapó      | 3 - 0 | Barnechea           | Luis Valenzuela Hermosilla | 30 de marzo | 21:00 |
| Deportes Puerto Montt | 2 - 1 | Santiago Morning    | Chinquihue                 | 30 de marzo | 21:00 |
| Santiago Wanderers    | 2 - 0 | Deportes Valdivia   | Elías Figueroa Brander     | 31 de marzo | 12:00 |
| Deportes La Serena    | 2 - 0 | San Luis            | La Portada                 | 31 de marzo | 17:00 |
| Unión San Felipe      | 2 - 2 | Cobreloa            | Municipal de San Felipe    | 31 de marzo | 17:30 |

| Barnechea           | 0 - 2 | Deportes La Serena    | Municipal de Lo Barnechea | 5 de abril | 20:00 |
| Deportes Santa Cruz | 0 - 4 | Deportes Temuco       | Joaquín Muñoz García      | 6 de abril | 18:00 |
| Santiago Morning    | 1 - 0 | Deportes Copiapó      | Municipal de La Pintana   | 6 de abril | 19:00 |
| San Luis            | 1 - 1 | Unión San Felipe      | Lucio Fariña Fernández    | 6 de abril | 20:00 |
| Deportes Valdivia   | 1 - 1 | Rangers               | Parque Municipal          | 7 de abril | 15:00 |
| Ñublense            | 0 - 4 | Santiago Wanderers    | Nelson Oyarzún Arenas     | 7 de abril | 15:30 |
| Cobreloa            | 2 - 1 | Deportes Puerto Montt | Zorros del Desierto       | 7 de abril | 16:00 |
| Deportes Melipilla  | 0 - 0 | Magallanes            | Roberto Bravo Santibáñez  | 7 de abril | 16:00 |

| Deportes Temuco    | 0 - 1 | Barnechea             | Germán Becker Baechler     | 13 de abril | 15:00 |
| Santiago Morning   | 1 - 3 | Deportes Santa Cruz   | Municipal de La Pintana    | 13 de abril | 16:00 |
| Unión San Felipe   | 2 - 0 | Deportes Melipilla    | Municipal de San Felipe    | 13 de abril | 16:00 |
| Rangers            | 0 - 3 | Deportes Puerto Montt | Fiscal de Talca            | 13 de abril | 18:00 |
| Deportes Copiapó   | 2 - 0 | Deportes Valdivia     | Luis Valenzuela Hermosilla | 13 de abril | 21:00 |
| Deportes La Serena | 0 - 2 | Ñublense              | La Portada                 | 14 de abril | 15:30 |
| Santiago Wanderers | 2 - 1 | Magallanes            | Elías Figueroa Brander     | 14 de abril | 15:30 |
| Cobreloa           | 3 - 0 | San Luis              | Zorros del Desierto        | 14 de abril | 16:00 |

| Magallanes            | 1 - 1 | Santiago Morning   | Luis Navarro Avilés        | 20 de abril | 12:00 |
| Deportes Puerto Montt | 0 - 0 | Unión San Felipe   | Chinquihue                 | 20 de abril | 18:00 |
| Deportes Santa Cruz   | 1 - 1 | Rangers            | Joaquín Muñoz García       | 20 de abril | 18:00 |
| San Luis              | 1 - 1 | Deportes Copiapó   | Lucio Fariña Fernández     | 20 de abril | 19:00 |
| Barnechea             | 2 - 1 | Santiago Wanderers | Bicentenario de La Florida | 21 de abril | 12:30 |
| Ñublense              | 2 - 0 | Deportes Melipilla | Nelson Oyarzún Arenas      | 21 de abril | 15:30 |
| Deportes La Serena    | 3 - 2 | Deportes Temuco    | La Portada                 | 21 de abril | 15:30 |
| Deportes Valdivia     | 2 - 3 | Cobreloa           | Parque Municipal           | 21 de abril | 16:00 |

| Deportes Temuco    | 1 - 0 | Ñublense              | Germán Becker Baechler     | 27 de abril | 15:00 |
| Unión San Felipe   | 1 - 0 | Magallanes            | Municipal de San Felipe    | 27 de abril | 15:30 |
| Santiago Morning   | 2 - 0 | Deportes Valdivia     | Municipal de La Pintana    | 27 de abril | 15:30 |
| Rangers            | 0 - 1 | Barnechea             | Fiscal de Talca            | 27 de abril | 17:00 |
| San Luis           | 1 - 1 | Deportes Puerto Montt | Lucio Fariña Fernández     | 27 de abril | 20:30 |
| Deportes Copiapó   | 3 - 0 | Deportes Santa Cruz   | Luis Valenzuela Hermosilla | 27 de abril | 21:00 |
| Deportes Melipilla | 4 - 0 | Deportes La Serena    | Roberto Bravo Santibáñez   | 28 de abril | 16:00 |
| Cobreloa           | 4 - 1 | Santiago Wanderers    | Zorros del Desierto        | 28 de abril | 16:00 |

| Barnechea             | 0 - 0 | Santiago Morning   | Municipal de Lo Barnechea | 3 de mayo | 20:00 |
| Deportes Santa Cruz   | 1 - 3 | Deportes La Serena | Joaquín Muñoz García      | 4 de mayo | 15:30 |
| Unión San Felipe      | 2 - 3 | Deportes Temuco    | Municipal de San Felipe   | 4 de mayo | 16:00 |
| Magallanes            | 0 - 3 | Rangers            | Luis Navarro Avilés       | 4 de mayo | 16:00 |
| Santiago Wanderers    | 2 - 1 | Deportes Melipilla | Elías Figueroa Brander    | 4 de mayo | 16:30 |
| Deportes Puerto Montt | 2 - 2 | Deportes Copiapó   | Chinquihue                | 4 de mayo | 18:00 |
| Ñublense              | 3 - 2 | Cobreloa           | Nelson Oyarzún Arenas     | 5 de mayo | 15:30 |
| Deportes Valdivia     | 4 - 1 | San Luis           | Parque Municipal          | 5 de mayo | 16:00 |

| Deportes Temuco    | 2 - 0 | Magallanes            | Germán Becker Baechler     | 11 de mayo | 15:00 |
| Deportes La Serena | 0 - 0 | Santiago Wanderers    | La Portada                 | 11 de mayo | 15:30 |
| Deportes Melipilla | 0 - 0 | Barnechea             | Roberto Bravo Santibáñez   | 11 de mayo | 16:00 |
| San Luis           | 2 - 1 | Deportes Santa Cruz   | Lucio Fariña Fernández     | 11 de mayo | 19:00 |
| Deportes Copiapó   | 1 - 0 | Ñublense              | Luis Valenzuela Hermosilla | 11 de mayo | 21:00 |
| Rangers            | 2 - 3 | Unión San Felipe      | Fiscal de Talca            | 12 de mayo | 15:30 |
| Deportes Valdivia  | 0 - 5 | Deportes Puerto Montt | Parque Municipal           | 12 de mayo | 16:00 |
| Cobreloa           | 3 - 0 | Santiago Morning      | Zorros del Desierto        | 12 de mayo | 16:00 |

| Barnechea             | 0 - 1 | Cobreloa           | Municipal de Lo Barnechea | 17 de mayo | 16:00 |
| Santiago Wanderers    | 0 - 3 | Deportes Copiapó   | Elías Figueroa Brander    | 18 de mayo | 15:30 |
| Deportes Santa Cruz   | 1 - 0 | Deportes Melipilla | Joaquín Muñoz García      | 18 de mayo | 18:00 |
| Deportes Puerto Montt | 2 - 1 | Deportes Temuco    | Chinquihue                | 18 de mayo | 18:00 |
| Santiago Morning      | 0 - 0 | Deportes La Serena | Municipal de La Pintana   | 19 de mayo | 15:30 |
| Magallanes            | 3 - 2 | Deportes Valdivia  | Luis Navarro Avilés       | 19 de mayo | 15:30 |
| Rangers               | 3 - 1 | San Luis           | Fiscal de Talca           | 19 de mayo | 16:00 |
| Unión San Felipe      | 0 - 0 | Ñublense           | Lucio Fariña Fernández    | 19 de mayo | 20:00 |

| Deportes Melipilla | 2 - 0 | Deportes Puerto Montt | Roberto Bravo Santibáñez   | 25 de mayo | 16:00 |
| Cobreloa           | 0 - 0 | Magallanes            | Zorros del Desierto        | 25 de mayo | 17:00 |
| Deportes La Serena | 2 - 0 | Rangers               | Diaguita                   | 25 de mayo | 18:00 |
| San Luis           | 0 - 2 | Barnechea             | Lucio Fariña Fernández     | 25 de mayo | 19:00 |
| Deportes Copiapó   | 0 - 1 | Unión San Felipe      | Luis Valenzuela Hermosilla | 25 de mayo | 22:00 |
| Ñublense           | 2 - 0 | Deportes Santa Cruz   | Nelson Oyarzún Arenas      | 26 de mayo | 15:30 |
| Deportes Temuco    | 4 - 1 | Deportes Valdivia     | Germán Becker Baechler     | 26 de mayo | 15:30 |
| Santiago Wanderers | 3 - 1 | Santiago Morning      | Elías Figueroa Brander     | 26 de mayo | 15:30 |

| Barnechea             | 1 - 2 | Ñublense           | Municipal de Lo Barnechea | 31 de mayo | 20:30 |
| Magallanes            | 3 - 0 | Deportes Copiapó   | Luis Navarro Avilés       | 1 de junio | 15:30 |
| Santiago Morning      | 0 - 2 | San Luis           | Municipal de La Pintana   | 1 de junio | 15:30 |
| Deportes Puerto Montt | 2 - 1 | Santiago Wanderers | Chinquihue                | 1 de junio | 18:00 |
| Deportes Valdivia     | 1 - 1 | Deportes Melipilla | Parque Municipal          | 2 de junio | 15:00 |
| Deportes Santa Cruz   | 1 - 0 | Cobreloa           | Joaquín Muñoz García      | 2 de junio | 15:00 |
| Rangers               | 1 - 1 | Deportes Temuco    | Fiscal de Talca           | 2 de junio | 16:00 |
| Unión San Felipe      | 1 - 1 | Deportes La Serena | Lucio Fariña Fernández    | 2 de junio | 17:30 |

### Segunda rueda
| Unión San Felipe      | 0 - 2 | Barnechea          | Municipal de San Felipe    | 27 de julio | 15:30 |
| Deportes Puerto Montt | 4 - 1 | Deportes Valdivia  | Chinquihue                 | 27 de julio | 17:00 |
| Deportes Copiapó      | 2 - 1 | Cobreloa           | Luis Valenzuela Hermosilla | 27 de julio | 17:30 |
| Deportes Santa Cruz   | 1 - 1 | Ñublense           | Joaquín Muñoz García       | 27 de julio | 18:00 |
| San Luis              | 2 - 1 | Magallanes         | Lucio Fariña Fernández     | 27 de julio | 19:00 |
| Deportes La Serena    | 2 - 0 | Santiago Morning   | La Portada                 | 27 de julio | 19:00 |
| Deportes Temuco       | 3 - 2 | Rangers            | Germán Becker Baechler     | 28 de julio | 15:00 |
| Deportes Melipilla    | 2 - 1 | Santiago Wanderers | Bicentenario de La Florida | 29 de julio | 19:30 |

| Barnechea          | 0 - 1 | Deportes Melipilla    | Municipal de Lo Barnechea | 2 de agosto | 20:00 |
| Magallanes         | 2 - 0 | Deportes Temuco       | Luis Navarro Avilés       | 3 de agosto | 15:00 |
| Deportes Valdivia  | 1 - 1 | Deportes Copiapó      | Parque Municipal          | 4 de agosto | 15:30 |
| Ñublense           | 0 - 0 | San Luis              | Nelson Oyarzún Arenas     | 4 de agosto | 15:30 |
| Cobreloa           | 3 - 1 | Deportes La Serena    | Zorros del Desierto       | 4 de agosto | 15:30 |
| Santiago Wanderers | 1 - 2 | Unión San Felipe      | Elías Figueroa Brander    | 4 de agosto | 16:00 |
| Santiago Morning   | 1 - 0 | Deportes Puerto Montt | Municipal de La Pintana   | 4 de agosto | 20:00 |
| Rangers            | 0 - 3 | Deportes Santa Cruz   | Fiscal de Talca           | 5 de agosto | 19:30 |

| Unión San Felipe      | 4 - 0 | Rangers            | Municipal de San Felipe    | 10 de agosto | 15:00 |
| Deportes Temuco       | 0 - 0 | Santiago Wanderers | Germán Becker Baechler     | 10 de agosto | 15:00 |
| Deportes Puerto Montt | 3 - 0 | Barnechea          | Chinquihue                 | 10 de agosto | 17:00 |
| Deportes Copiapó      | 1 - 1 | Magallanes         | Luis Valenzuela Hermosilla | 10 de agosto | 21:00 |
| Deportes Santa Cruz   | 2 - 0 | Santiago Morning   | Joaquín Muñoz García       | 11 de agosto | 12:00 |
| Deportes Melipilla    | 1 - 1 | Ñublense           | Municipal de La Pintana    | 11 de agosto | 15:30 |
| San Luis              | 1 - 1 | Cobreloa           | Lucio Fariña Fernández     | 11 de agosto | 20:00 |
| Deportes La Serena    | 2 - 1 | Deportes Valdivia  | La Portada                 | 12 de agosto | 19:30 |

| Barnechea           | 2 - 0 | Deportes Copiapó      | Municipal de Lo Barnechea | 16 de agosto | 20:00 |
| Magallanes          | 0 - 1 | Unión San Felipe      | Luis Navarro Avilés       | 17 de agosto | 12:00 |
| Santiago Wanderers  | 1 - 1 | Deportes Puerto Montt | Elías Figueroa Brander    | 17 de agosto | 15:00 |
| Ñublense            | 1 - 2 | Deportes La Serena    | Nelson Oyarzún Arenas     | 18 de agosto | 15:30 |
| Deportes Valdivia   | 0 - 0 | Deportes Temuco       | Parque Municipal          | 18 de agosto | 16:00 |
| Rangers             | 2 - 0 | Deportes Melipilla    | Fiscal de Talca           | 18 de agosto | 16:00 |
| Santiago Morning    | 1 - 1 | Cobreloa              | Municipal de La Pintana   | 18 de agosto | 20:00 |
| Deportes Santa Cruz | 2 - 3 | San Luis              | Joaquín Muñoz García      | 19 de agosto | 19:30 |

| Magallanes            | 0 - 2 | Ñublense            | Luis Navarro Avilés        | 24 de agosto | 15:00 |
| Deportes Melipilla    | 3 - 1 | Santiago Morning    | Municipal de La Pintana    | 24 de agosto | 16:00 |
| Deportes Puerto Montt | 0 - 0 | Rangers             | Chinquihue                 | 24 de agosto | 17:00 |
| Deportes La Serena    | 1 - 0 | Barnechea           | La Portada                 | 24 de agosto | 19:00 |
| Deportes Copiapó      | 1 - 1 | Deportes Temuco     | Luis Valenzuela Hermosilla | 24 de agosto | 21:00 |
| Cobreloa              | 1 - 0 | Unión San Felipe    | Zorros del Desierto        | 25 de agosto | 15:30 |
| San Luis              | 1 - 1 | Deportes Valdivia   | Lucio Fariña Fernández     | 25 de agosto | 20:00 |
| Santiago Wanderers    | 3 - 1 | Deportes Santa Cruz | Elías Figueroa Brander     | 26 de agosto | 19:30 |

| Barnechea           | 3 - 2 | San Luis              | Municipal de Lo Barnechea | 30 de agosto    | 20:00 |
| Unión San Felipe    | 2 - 1 | Deportes Puerto Montt | Municipal de San Felipe   | 31 de agosto    | 15:30 |
| Cobreloa            | 0 - 1 | Deportes Melipilla    | Zorros del Desierto       | 31 de agosto    | 17:30 |
| Deportes Santa Cruz | 3 - 0 | Magallanes            | Joaquín Muñoz García      | 31 de agosto    | 18:00 |
| Deportes Temuco     | 0 - 0 | Santiago Morning      | Germán Becker Baechler    | 1 de septiembre | 15:00 |
| Rangers             | 0 - 0 | Deportes La Serena    | Fiscal de Talca           | 1 de septiembre | 16:00 |
| Deportes Valdivia   | 0 - 1 | Santiago Wanderers    | Parque Municipal          | 1 de septiembre | 16:00 |
| Ñublense            | 2 - 2 | Deportes Copiapó      | Nelson Oyarzún Arenas     | 2 de septiembre | 19:30 |

| Barnechea             | 0 - 1 | Magallanes          | Municipal de Lo Barnechea  | 6 de septiembre | 20:00 |
| San Luis              | 1 - 1 | Deportes Temuco     | Lucio Fariña Fernández     | 7 de septiembre | 19:00 |
| Deportes La Serena    | 1 - 2 | Deportes Santa Cruz | La Portada                 | 7 de septiembre | 19:00 |
| Deportes Puerto Montt | 1 - 1 | Cobreloa            | Chinquihue                 | 8 de septiembre | 12:30 |
| Ñublense              | 3 - 1 | Unión San Felipe    | Nelson Oyarzún Arenas      | 8 de septiembre | 15:30 |
| Deportes Melipilla    | 2 - 0 | Deportes Valdivia   | Municipal de La Pintana    | 8 de septiembre | 16:00 |
| Deportes Copiapó      | 1 - 0 | Rangers             | Luis Valenzuela Hermosilla | 8 de septiembre | 17:00 |
| Santiago Morning      | 2 - 1 | Santiago Wanderers  | Nacional                   | 8 de septiembre | 20:00 |

| Magallanes          | 1 - 2 | Deportes Melipilla    | Luis Navarro Avilés     | 14 de septiembre | 12:00 |
| Unión San Felipe    | 0 - 0 | Deportes Copiapó      | Municipal de San Felipe | 14 de septiembre | 15:30 |
| Deportes Santa Cruz | 0 - 1 | Barnechea             | Joaquín Muñoz García    | 14 de septiembre | 20:00 |
| Santiago Wanderers  | 4 - 1 | Deportes La Serena    | Elías Figueroa Brander  | 14 de septiembre | 20:00 |
| San Luis            | 3 - 2 | Rangers               | Lucio Fariña Fernández  | 15 de septiembre | 12:00 |
| Deportes Temuco     | 0 - 1 | Deportes Puerto Montt | Germán Becker Baechler  | 15 de septiembre | 15:00 |
| Cobreloa            | 1 - 2 | Ñublense              | Zorros del Desierto     | 15 de septiembre | 16:00 |
| Deportes Valdivia   | 1 - 2 | Santiago Morning      | Parque Municipal        | 16 de septiembre | 19:30 |

| Deportes La Serena    | 0 - 0 | Deportes Copiapó    | La Portada              | 27 de septiembre | 18:00 |
| Unión San Felipe      | 1 - 0 | San Luis            | Municipal de San Felipe | 28 de septiembre | 15:30 |
| Santiago Morning      | 1 - 1 | Ñublense            | Municipal de La Pintana | 28 de septiembre | 15:30 |
| Deportes Puerto Montt | 1 - 1 | Magallanes          | Chinquihue              | 28 de septiembre | 18:00 |
| Deportes Temuco       | 2 - 1 | Cobreloa            | Germán Becker Baechler  | 29 de septiembre | 12:30 |
| Rangers               | 2 - 0 | Deportes Valdivia   | Fiscal de Talca         | 29 de septiembre | 16:00 |
| Deportes Melipilla    | 2 - 2 | Deportes Santa Cruz | Municipal de La Pintana | 29 de septiembre | 17:00 |
| Santiago Wanderers    | 0 - 0 | Barnechea           | Elías Figueroa Brander  | 30 de septiembre | 19:30 |

| San Luis            | 0 - 3 | Deportes La Serena    | Lucio Fariña Fernández     | 4 de octubre | 18:00 |
| Deportes Santa Cruz | 2 - 0 | Deportes Puerto Montt | Joaquín Muñoz García       | 5 de octubre | 19:00 |
| Ñublense            | 1 - 1 | Deportes Temuco       | Nelson Oyarzún Arenas      | 5 de octubre | 20:00 |
| Magallanes          | 0 - 2 | Santiago Wanderers    | Nacional                   | 6 de octubre | 12:00 |
| Deportes Melipilla  | 0 - 2 | Unión San Felipe      | Municipal de La Pintana    | 6 de octubre | 16:00 |
| Cobreloa            | 2 - 1 | Deportes Valdivia     | Zorros del Desierto        | 6 de octubre | 16:00 |
| Deportes Copiapó    | 1 - 0 | Santiago Morning      | Luis Valenzuela Hermosilla | 6 de octubre | 17:30 |
| Barnechea           | 2 - 2 | Rangers               | Municipal de Lo Barnechea  | 7 de octubre | 19:30 |

| Santiago Morning      | 2 - 0 | Barnechea           | Municipal de La Pintana    | 12 de octubre | 15:30 |
| Deportes Puerto Montt | 1 - 3 | Deportes Melipilla  | Chinquihue                 | 12 de octubre | 18:00 |
| Deportes Copiapó      | 0 - 0 | San Luis            | Luis Valenzuela Hermosilla | 12 de octubre | 19:00 |
| Santiago Wanderers    | 5 - 1 | Cobreloa            | Elías Figueroa Brander     | 13 de octubre | 15:00 |
| Deportes Valdivia     | 2 - 3 | Ñublense            | Parque Municipal           | 13 de octubre | 16:00 |
| Unión San Felipe      | 3 - 0 | Deportes Santa Cruz | Municipal de San Felipe    | 13 de octubre | 17:00 |
| Deportes Temuco       | 1 - 0 | Deportes La Serena  | Germán Becker Baechler     | 13 de octubre | 17:30 |
| Rangers               | 1 - 1 | Magallanes          | Fiscal de Talca            | 14 de octubre | 19:00 |

| Barnechea           | 1 - 0 | Deportes Temuco       | Municipal de Lo Barnechea | 18 de octubre | 18:00     |
| Ñublense            | 2 - 0 | Deportes Puerto Montt | Nelson Oyarzún Arenas     | 18 de octubre | 20:30     |
| Deportes La Serena  | 4 - 0 | Unión San Felipe      | La Portada                | 19 de octubre | 15:00     |
| Rangers             | 0 - 1 | Santiago Wanderers    | Fiscal de Talca           | 19 de octubre | 16:00     |
| Deportes Santa Cruz | 1 - 1 | Deportes Valdivia     | Joaquín Muñoz García      | 19 de octubre | 19:00     |
| Deportes Melipilla  | vs.   | Deportes Copiapó      | Municipal de La Pintana   | Cancelado     | Cancelado |
| Magallanes          | vs.   | Cobreloa              | Municipal de La Pintana   | Cancelado     | Cancelado |
| San Luis            | vs.   | Santiago Morning      | Lucio Fariña Fernández    | Cancelado     | Cancelado |

| Ñublense           | vs. | Barnechea             | Nelson Oyarzún Arenas      | Cancelado | Cancelado |
| Deportes Temuco    | vs. | Unión San Felipe      | Germán Becker Baechler     | Cancelado | Cancelado |
| Santiago Wanderers | vs. | San Luis              | Elías Figueroa Brander     | Cancelado | Cancelado |
| Cobreloa           | vs. | Deportes Santa Cruz   | Zorros del Desierto        | Cancelado | Cancelado |
| Santiago Morning   | vs. | Rangers               | Municipal de La Pintana    | Cancelado | Cancelado |
| Deportes La Serena | vs. | Deportes Melipilla    | La Portada                 | Cancelado | Cancelado |
| Deportes Copiapó   | vs. | Deportes Puerto Montt | Luis Valenzuela Hermosilla | Cancelado | Cancelado |
| Deportes Valdivia  | vs. | Magallanes            | Parque Municipal           | Cancelado | Cancelado |

| Santiago Wanderers    | vs. | Ñublense           | Elías Figueroa Brander      | Cancelado | Cancelado |
| Unión San Felipe      | vs. | Santiago Morning   | Municipal de San Felipe     | Cancelado | Cancelado |
| Deportes Santa Cruz   | vs. | Deportes Copiapó   | Joaquín Muñoz García        | Cancelado | Cancelado |
| Barnechea             | vs. | Deportes Valdivia  | Santa Laura Universidad-SEK | Cancelado | Cancelado |
| Deportes Melipilla    | vs. | Deportes Temuco    | Bicentenario de La Florida  | Cancelado | Cancelado |
| Rangers               | vs. | Cobreloa           | Fiscal de Talca             | Cancelado | Cancelado |
| Deportes Puerto Montt | vs. | San Luis           | Chinquihue                  | Cancelado | Cancelado |
| Magallanes            | vs. | Deportes La Serena | Santa Laura Universidad-SEK | Cancelado | Cancelado |

| Deportes Valdivia  | vs. | Unión San Felipe      | Parque Municipal           | Cancelado | Cancelado |
| San Luis           | vs. | Deportes Melipilla    | Lucio Fariña Fernández     | Cancelado | Cancelado |
| Santiago Morning   | vs. | Magallanes            | Municipal de La Pintana    | Cancelado | Cancelado |
| Ñublense           | vs. | Rangers               | Nelson Oyarzún Arenas      | Cancelado | Cancelado |
| Deportes Temuco    | vs. | Deportes Santa Cruz   | Germán Becker Baechler     | Cancelado | Cancelado |
| Deportes Copiapó   | vs. | Santiago Wanderers    | Luis Valenzuela Hermosilla | Cancelado | Cancelado |
| Cobreloa           | vs. | Barnechea             | Zorros del Desierto        | Cancelado | Cancelado |
| Deportes La Serena | vs. | Deportes Puerto Montt | La Portada                 | Cancelado | Cancelado |

### Campeón
|                    |
| Santiago Wanderers |
| 3.er título        |

## Promoción
En esta instancia, se enfrentaron los ocho equipos ubicados entre el tercer (3.er) y décimo (10.º) lugar de la tabla de posiciones, disputándose a partido único, una liguilla para definir al conjunto que enfrentó a Deportes La Serena, quien fue el subcampeón tras 27 fechas. El equipo que resultó ganador de la definición, fue el segundo ascendido al Campeonato AFP PlanVital Primera División 2020, siendo el acompañante de Santiago Wanderers, que se coronó campeón de las 27 fechas jugadas. Todos los encuentros se disputaron en Santiago.
El número que acompaña a los equipos en el cuadro refleja su posición en la tabla de coeficientes. (Esta tabla no toma en cuenta al ya ascendido Santiago Wanderers).
|  | Cuartos de final 11 y 12 de enero | Cuartos de final 11 y 12 de enero | Cuartos de final 11 y 12 de enero |                       |       | Semifinales 15 de enero | Semifinales 15 de enero | Semifinales 15 de enero |  |     | Final 19 de enero | Final 19 de enero | Final 19 de enero |  |     | Definición por el Ascenso 23 de enero | Definición por el Ascenso 23 de enero | Definición por el Ascenso 23 de enero |  |
|  |                                   |                                   |                                   |                       |       |                         |                         |                         |  |     |                   |                   |                   |  |     |                                       |                                       |                                       |  |
|  |                                   |                                   |                                   |                       |       |                         |                         |                         |  |     |                   |                   |                   |  |     |                                       |                                       |                                       |  |
|  | 2.°                               | Ñublense                          | 2                                 |                       |       |                         |                         |                         |  |     |                   |                   |                   |  |     |                                       |                                       |                                       |  |
|  | 2.°                               | Ñublense                          | 2                                 |                       |       |                         |                         |                         |  |     |                   |                   |                   |  |     |                                       |                                       |                                       |  |
|  | 9.°                               | Deportes Puerto Montt             | 1                                 |                       |       |                         |                         |                         |  |     |                   |                   |                   |  |     |                                       |                                       |                                       |  |
|  | 9.°                               | Deportes Puerto Montt             | 1                                 |                       | 2.°   | Ñublense                | 0                       |                         |  |     |                   |                   |                   |  |     |                                       |                                       |                                       |  |
|  |                                   |                                   |                                   |                       | 2.°   | Ñublense                | 0                       |                         |  |     |                   |                   |                   |  |     |                                       |                                       |                                       |  |
|  |                                   |                                   | 8.°                               | Deportes Temuco       | 1     |                         |                         |                         |  |     |                   |                   |                   |  |     |                                       |                                       |                                       |  |
|  | 3.°                               | Cobreloa                          | 8.°                               | Deportes Temuco       | 1     | 0                       |                         |                         |  |     |                   |                   |                   |  |     |                                       |                                       |                                       |  |
|  | 3.°                               | Cobreloa                          |                                   |                       |       |                         |                         |                         |  |     |                   |                   |                   |  |     |                                       |                                       |                                       |  |
|  | 8.°                               | Deportes Temuco                   | 2                                 |                       |       |                         |                         |                         |  |     |                   |                   |                   |  |     |                                       |                                       |                                       |  |
|  | 8.°                               | Deportes Temuco                   | 2                                 |                       |       |                         |                         |                         |  | 8.° | Deportes Temuco   | 3                 |                   |  |     |                                       |                                       |                                       |  |
|  |                                   |                                   |                                   |                       |       |                         |                         |                         |  | 8.° | Deportes Temuco   | 3                 |                   |  |     |                                       |                                       |                                       |  |
|  |                                   |                                   | 6.°                               | Deportes Copiapó      | 2     |                         |                         |                         |  |     |                   |                   |                   |  |     |                                       |                                       |                                       |  |
|  | 4.°                               | Deportes Melipilla                | 6.°                               | Deportes Copiapó      | 2     | 2                       |                         |                         |  |     |                   |                   |                   |  |     |                                       |                                       |                                       |  |
|  | 4.°                               | Deportes Melipilla                |                                   |                       |       |                         |                         |                         |  |     |                   |                   |                   |  |     |                                       |                                       |                                       |  |
|  | 7.°                               | Unión San Felipe                  | 0                                 |                       |       |                         |                         |                         |  |     |                   |                   |                   |  |     |                                       |                                       |                                       |  |
|  | 7.°                               | Unión San Felipe                  | 0                                 |                       | 4.°   | Deportes Melipilla      | 1 (3)                   |                         |  |     |                   |                   |                   |  |     |                                       |                                       |                                       |  |
|  |                                   |                                   |                                   |                       | 4.°   | Deportes Melipilla      | 1 (3)                   |                         |  |     |                   |                   |                   |  |     |                                       |                                       |                                       |  |
|  |                                   |                                   | 6.°                               | Deportes Copiapó (p.) | 1 (4) |                         |                         |                         |  |     |                   |                   |                   |  |     |                                       |                                       |                                       |  |
|  | 5.°                               | Barnechea                         | 6.°                               | Deportes Copiapó (p.) | 1 (4) | 1                       |                         |                         |  |     |                   |                   |                   |  |     |                                       |                                       |                                       |  |
|  | 5.°                               | Barnechea                         |                                   |                       |       |                         |                         |                         |  |     |                   |                   |                   |  |     |                                       |                                       |                                       |  |
|  | 6.°                               | Deportes Copiapó                  | 2                                 |                       |       |                         |                         |                         |  |     |                   |                   |                   |  |     |                                       |                                       |                                       |  |
|  | 6.°                               | Deportes Copiapó                  | 2                                 |                       |       |                         |                         |                         |  |     |                   |                   |                   |  | 1.° | Deportes La Serena (p.)               | 0 (4)                                 |                                       |  |
|  |                                   |                                   |                                   |                       |       |                         |                         |                         |  |     |                   |                   |                   |  | 1.° | Deportes La Serena (p.)               | 0 (4)                                 |                                       |  |
|  |                                   |                                   | 8.°                               | Deportes Temuco       | 0 (3) |                         |                         |                         |  |     |                   |                   |                   |  |     |                                       |                                       |                                       |  |
|  |                                   |                                   | 8.°                               | Deportes Temuco       | 0 (3) |                         |                         |                         |  |     |                   |                   |                   |  |     |                                       |                                       |                                       |  |
|  |                                   |                                   |                                   |                       |       |                         |                         |                         |  |     |                   |                   |                   |  |     |                                       |                                       |                                       |  |
|  |                                   |                                   |                                   |                       |       |                         |                         |                         |  |     |                   |                   |                   |  |     |                                       |                                       |                                       |  |
|  |                                   |                                   |                                   |                       |       |                         |                         |                         |  |     |                   |                   |                   |  |     |                                       |                                       |                                       |  |
|  |                                   |                                   |                                   |                       |       |                         |                         |                         |  |     |                   |                   |                   |  |     |                                       |                                       |                                       |  |
|  |                                   |                                   |                                   |                       |       |                         |                         |                         |  |     |                   |                   |                   |  |     |                                       |                                       |                                       |  |
|  |                                   |                                   |                                   |                       |       |                         |                         |                         |  |     |                   |                   |                   |  |     |                                       |                                       |                                       |  |
|  |                                   |                                   |                                   |                       |       |                         |                         |                         |  |     |                   |                   |                   |  |     |                                       |                                       |                                       |  |
|  |                                   |                                   |                                   |                       |       |                         |                         |                         |  |     |                   |                   |                   |  |     |                                       |                                       |                                       |  |
|  |                                   |                                   |                                   |                       |       |                         |                         |                         |  |     |                   |                   |                   |  |     |                                       |                                       |                                       |  |
|  |                                   |                                   |                                   |                       |       |                         |                         |                         |  |     |                   |                   |                   |  |     |                                       |                                       |                                       |  |
|  |                                   |                                   |                                   |                       |       |                         |                         |                         |  |     |                   |                   |                   |  |     |                                       |                                       |                                       |  |
|  |                                   |                                   |                                   |                       |       |                         |                         |                         |  |     |                   |                   |                   |  |     |                                       |                                       |                                       |  |
|  |                                   |                                   |                                   |                       |       |                         |                         |                         |  |     |                   |                   |                   |  |     |                                       |                                       |                                       |  |
|  |                                   |                                   |                                   |                       |       |                         |                         |                         |  |     |                   |                   |                   |  |     |                                       |                                       |                                       |  |
|  |                                   |                                   |                                   |                       |       |                         |                         |                         |  |     |                   |                   |                   |  |     |                                       |                                       |                                       |  |
|  |                                   |                                   |                                   |                       |       |                         |                         |                         |  |     |                   |                   |                   |  |     |                                       |                                       |                                       |  |
|  |                                   |                                   |                                   |                       |       |                         |                         |                         |  |     |                   |                   |                   |  |     |                                       |                                       |                                       |  |
|  |                                   |                                   |                                   |                       |       |                         |                         |                         |  |     |                   |                   |                   |  |     |                                       |                                       |                                       |  |
|  |                                   |                                   |                                   |                       |       |                         |                         |                         |  |     |                   |                   |                   |  |     |                                       |                                       |                                       |  |
|  |                                   |                                   |                                   |                       |       |                         |                         |                         |  |     |                   |                   |                   |  |     |                                       |                                       |                                       |  |
|  |                                   |                                   |                                   |                       |       |                         |                         |                         |  |     |                   |                   |                   |  |     |                                       |                                       |                                       |  |
|  |                                   |                                   |                                   |                       |       |                         |                         |                         |  |     |                   |                   |                   |  |     |                                       |                                       |                                       |  |

## Estadísticas

### Goleadores
| Mathías Pinto                        | Ñublense                                   | 14 |
| Maximiliano Quinteros                | Deportes Copiapó                           | 13 |
| Ignacio Lemmo                        | Deportes Puerto Montt                      | 13 |
| Gonzalo Sosa                         | Deportes Melipilla                         | 12 |
| Ignacio Jara                         | Cobreloa                                   | 11 |
| Sebastián Pol                        | Deportes Valdivia                          | 11 |
| Nicolás Gauna                        | Deportes Puerto Montt                      | 10 |
| Gustavo Gotti                        | Deportes Santa Cruz                        | 8  |
| Gustavo Lanaro                       | Santiago Wanderers                         | 8  |
| Luca Pontigo                         | Deportes Santa Cruz                        | 7  |
| Diego Bielkiewicz                    | Rangers                                    | 7  |
| Enzo Gutiérrez                       | Santiago Wanderers                         | 7  |
| Lionel Altamirano                    | Santiago Wanderers / Deportes Puerto Montt | 6  |
| Gonzalo Abán                         | Cobreloa                                   | 6  |
| Francisco Vazzoler                   | Deportes Copiapó                           | 6  |
| Miguel Curiel                        | Santiago Morning                           | 6  |
| Lautaro Palacios                     | Unión San Felipe                           | 6  |
| Bayron Oyarzo                        | Barnechea                                  | 5  |
| Leandro Garate                       | Barnechea                                  | 5  |
| Mario Briceño                        | Barnechea                                  | 5  |
| Sebastián Romero                     | Cobreloa                                   | 5  |
| Richard Paredes                      | Deportes La Serena                         | 5  |
| Enzo Ruiz                            | Deportes La Serena                         | 5  |
| Michael Silva                        | Deportes La Serena                         | 5  |
| Luis Casanova                        | Deportes Temuco                            | 5  |
| Reiner Castro                        | Deportes Temuco                            | 5  |
| David Escalante                      | Ñublense                                   | 5  |
| Sebastián Pérez                      | Ñublense                                   | 5  |
| Ramón Lentini                        | San Luis de Quillota                       | 5  |
| Óscar Ortega                         | Santiago Morning                           | 5  |
| Néstor Canelón                       | Santiago Wanderers                         | 5  |
| Oscar Belinetz                       | Barnechea                                  | 4  |
| Richard Barroilhet                   | Deportes Puerto Montt                      | 4  |
| Leonardo Espinoza                    | Deportes Temuco                            | 4  |
| Matías Di Benedetto                  | Deportes Temuco                            | 4  |
| Diego Pezoa                          | Rangers                                    | 4  |
| Jorge Luna                           | Rangers                                    | 4  |
| Carlos Rotondi                       | San Luis de Quillota                       | 4  |
| Mauricio Arias                       | Santiago Morning                           | 4  |
| Bernardo Cerezo                      | Santiago Wanderers                         | 4  |
| Gonzalo Álvarez                      | Unión San Felipe                           | 4  |
| Actualizado el 19 de octubre de 2019 |                                            |    |

### Autogoles
Fecha de actualización: 15 de septiembre de 2019
| Autogoles            | Autogoles            | Autogoles            | Autogoles | Autogoles |
| Jugador              | Equipo               | Rival                | Anotado   | Fecha     |
| -------------------- | -------------------- | -------------------- | --------- | --------- |
| Dagoberto Currimilla | Deportes Valdivia    | Deportes La Serena   | 1         | 3°        |
| Diego González       | Rangers              | Cobreloa             | 1         | 3°        |
| Hardy Cavero         | Barnechea            | Deportes Santa Cruz  | 1         | 4°        |
| Leandro Fioravanti   | Unión San Felipe     | Deportes Santa Cruz  | 1         | 5°        |
| Diego Muñoz          | Deportes Valdivia    | Barnechea            | 1         | 5°        |
| Gonzalo Lauler       | Deportes Melipilla   | Deportes Temuco      | 1         | 6°        |
| Sebastián Méndez     | San Luis de Quillota | Cobreloa             | 1         | 8°        |
| Brayams Viveros      | Deportes Temuco      | Deportes La Serena   | 1         | 9°        |
| Daniel Gonzalez      | Santiago Wanderers   | Deportes Copiapó     | 1         | 13°       |
| Pedro Carrizo        | Deportes La Serena   | Cobreloa             | 1         | 17°       |
| Nicolás Núñez        | Magallanes           | Deportes Copiapó     | 1         | 18°       |
| Douglas Estay        | San Luis de Quillota | Cobreloa             | 1         | 18°       |
| Patricio Jerez       | Deportes Valdivia    | Deportes La Serena   | 1         | 18°       |
| Diego Silva          | Deportes Santa Cruz  | San Luis de Quillota | 1         | 19°       |
| Jaime Gaete          | Rangers              | San Luis de Quillota | 1         | 23°       |

## Entrenadores
| Unión San Felipe                   | Andrés Yllana       | 1.º - 4.º        |
| Unión San Felipe                   | Mauro Peralta INT   | 5.º              |
| Unión San Felipe                   | Germán Corengia     | 6.º en adelante  |
| Ñublense                           | Germán Cavalieri    | 1.º - 6.º        |
| Ñublense                           | Jaime García        | 7.º en adelante  |
| San Luis                           | Nicolás Frutos      | 1.º - 6.º        |
| San Luis                           | Mauricio Riffo INT  | 7.º              |
| San Luis                           | Darío Franco        | 8.º - 15.º       |
| San Luis                           | José María Martínez | 16.º en adelante |
| Magallanes                         | Óscar Correa        | 1.º - 8.º        |
| Magallanes                         | Patricio Ormazábal  | 9.º - 21.º       |
| Magallanes                         | Ariel Pereyra       | 21.º en adelante |
| Melipilla                          | Carlos Encinas      | 1.º - 8.º        |
| Melipilla                          | Héctor Adomaitis    | 9.º en adelante  |
| Rangers                            | Cristián Arán       | 1.º - 12.º       |
| Rangers                            | Héctor Tapia        | 13.º - 18.º      |
| Rangers                            | Emiliano Astorga    | 19.º en adelante |
| Deportes Valdivia                  | Jorge Aravena       | 1.º - 14.º       |
| Deportes Valdivia                  | Pedro González      | 15.º - 20.º      |
| Deportes Valdivia                  | Arturo Norambuena   | 21.º - 24.º      |
| Deportes Valdivia                  | Jürgen Press INT    | 25.º en adelante |
| Santiago Morning                   | René Curaz          | 1.º - 16.º       |
| Santiago Morning                   | Agustín Almarza INT | 17.º - 20.º      |
| Santiago Morning                   | Luis Landeros       | 21.º en adelante |
| Deportes Temuco                    | Hugo Vilches        | 1.º - 20.º       |
| Deportes Temuco                    | Patricio Lira INT   | 21.º en adelante |
| 1. 2. 3. 4. 5. 6. 7. 8. 9. 10. 11. |                     |                  |

## Asistencia
- Partido con más asistencia de público: (15.378) Santiago Wanderers  5 - 1  Cobreloa (13 de octubre)
- Partido con menos asistencia de público: (268) Santiago Morning  2 - 0  Barnechea (12 de octubre)

En la siguiente tabla se muestra la asistencia de público a los estadios en los partidos de local de cada equipo.
| Equipo                 | Partidos | Promedio | Total   |
| ---------------------- | -------- | -------- | ------- |
| Santiago Wanderers     | 13       | 8.002    | 104.025 |
| Deportes Temuco        | 11       | 4.918    | 54.103  |
| Cobreloa               | 12       | 4.175    | 50.104  |
| Ñublense               | 11       | 3.648    | 40.127  |
| Deportes Puerto Montt  | 12       | 3.584    | 43.011  |
| Deportes La Serena     | 11       | 3.244    | 35.687  |
| Rangers                | 11       | 2.981    | 32.787  |
| San Luis               | 12       | 1.745    | 20.944  |
| Deportes Copiapó       | 11       | 1.743    | 19.172  |
| Deportes Santa Cruz    | 12       | 1.468    | 17.610  |
| Deportes Valdivia      | 11       | 1.500    | 16.498  |
| Deportes Melipilla     | 11       | 1.424    | 15.667  |
| Barnechea              | 12       | 841      | 10.096  |
| Unión San Felipe       | 12       | 836      | 10.036  |
| Magallanes             | 12       | 711      | 8.537   |
| Santiago Morning       | 11       | 651      | 7.159   |
| Actualizado - Fecha 23 |          |          |         |